# Zosteraeschna minuscula
Zosteraeschna minuscula – gatunek ważki z rodziny żagnicowatych (Aeshnidae).